# Kubistický dům v Neklanově ulici
Kubistický činžovní dům Neklanova 30 (někdy též Hodkův činžovní dům) je obytný pětipatrový kubistický dům v Neklanově ulici č. 98/30 v Praze 2-Vyšehradě. Jedná se o jedno z nejvýznamnějších a nejoriginálnějších staveb české kubistické architektury i svého autora Josefa Chochola. Dům je od roku 1964 památkově chráněn.

## Poloha

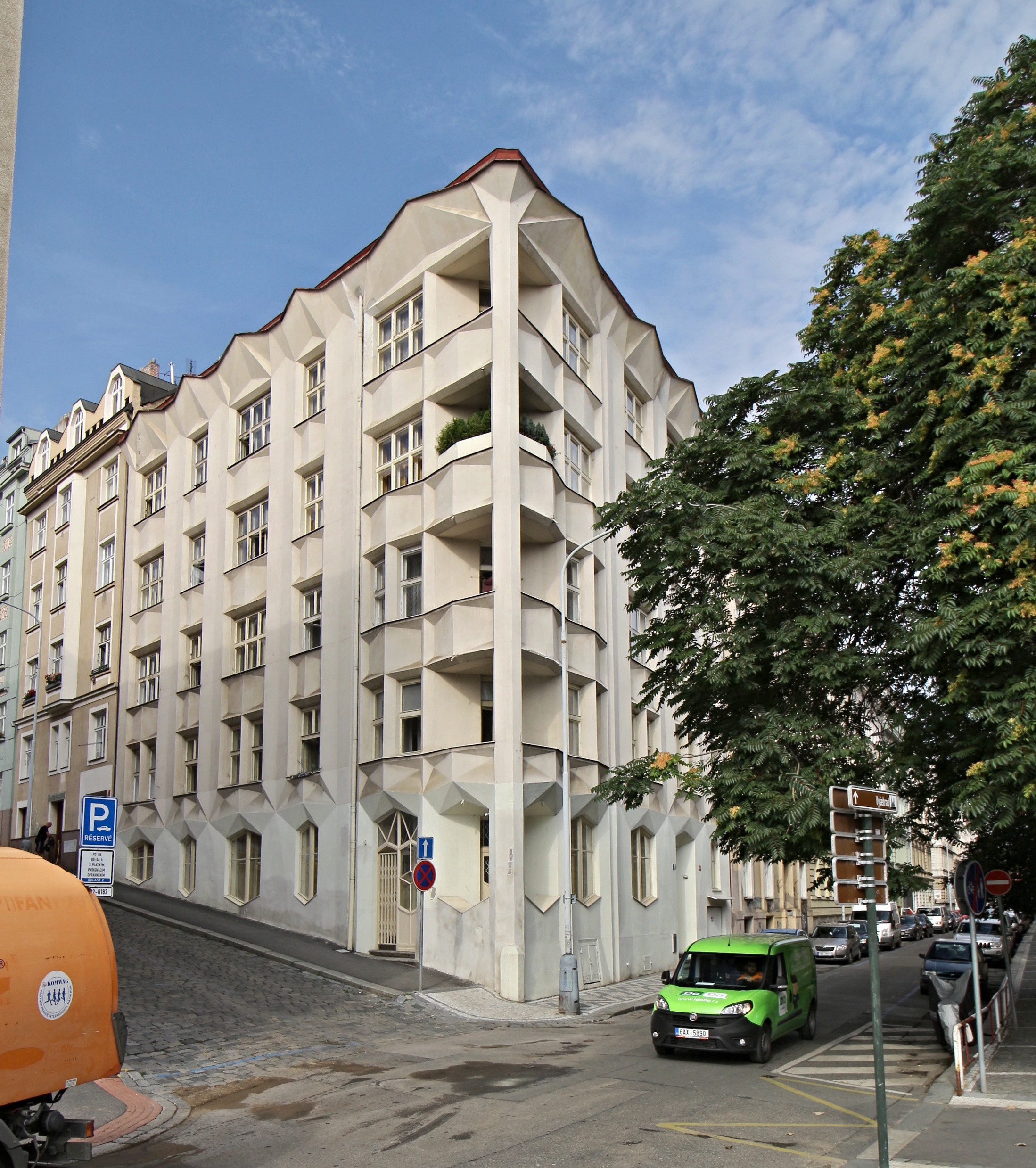
Kubistický dům v Neklanově ulici

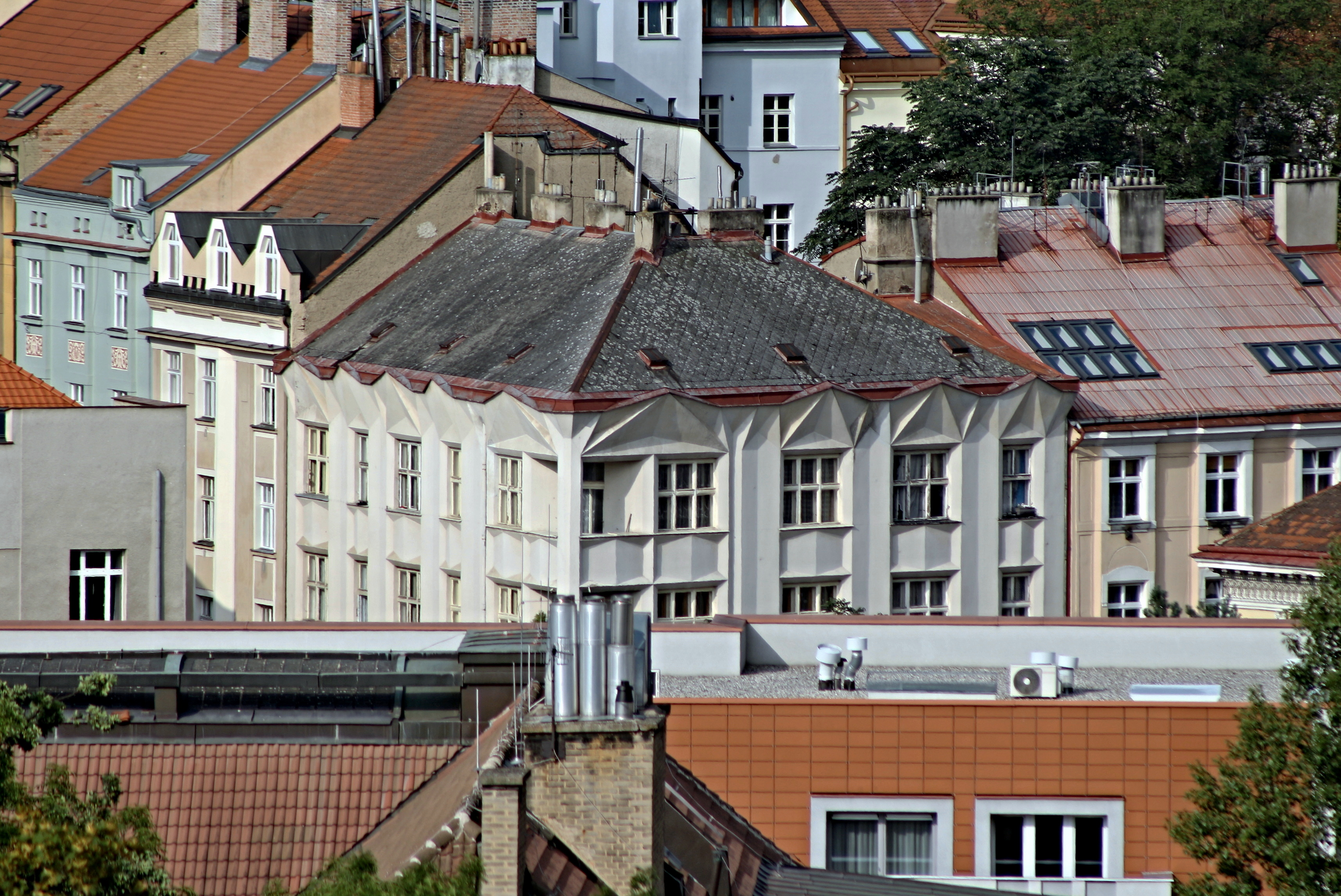
Kubistický dům od vyšehradského bastionu na Karlově

Jedná se o jedno z nejvýznamnějších děl české kubistické architektury zachované ve hmotě, dispozici i detailu.
Dům je vystavěn na mírně lichoběžníkovité, svažité parcele na nároží ulic Neklanova a Přemyslova na úpatí vyšehradského masivu. Stavba tvoří nároží ulic Neklanova 98/30 a Přemyslova 98/11.
Parapety a římsa jsou složeny z typických kubisticky lomených ploch a podobně je tomu i u tvaru oken. Stejně tak zůstaly zachovány původní detaily, jako kubistické dveře, či zábradlí ve společných prostorách interiéru, nebo např. kliky. Ostrý úhel nároží je zvýrazněn balkony upnutými do nárožního osmibokého sloupu. Takovéto architektonické řešení je zcela ojedinělé v celosvětovém měřítku. 

## Historie
Autorem stavebního návrhu činžovního domu pro Františka Hodka byl architekt Josef Chochol. Hodek architekta Chochola významně podporoval delší dobu. Chochol začal na projektu pracovat na konci roku 1913.
V roce 1939 byla stavba narušena vybouráním vjezdu do garáže do fasády z Neklanovy ulice. 
Na počátku devadesátých let hrozila demolice objektu. Milan Knížák tehdy zorganizoval demonstraci za záchranu domu.
V přízemí domu byla restaurace.